# خوان دیننو
خوان ایگناسیو دیننو (انگلیسی: Juan Ignacio Dinenno؛ زادهٔ ۲۸ اوت ۱۹۹۴) بازیکن فوتبال اهل آرژانتین است.
از باشگاه‌هایی که در آن بازی کرده‌است می‌توان به باشگاه ورزشی بارسلونا، باشگاه فوتبال راسینگ کلوب آویاندا، و باشگاه ورزشی دیپورتیوو کالی اشاره کرد.